# Andrea Bonomi
Andrea Bonomi (Cassano d'Adda, Italia; 14 de febrero de 1923 - 26 de noviembre de 2003) fue un futbolista italiano que jugaba como defensa.

## Trayectoria
Durante sus primeros años en Cassano d'Adda, Bonomi tuvo un incidente cuando tenía seis años: cayó al río Adda y estuvo a punto de ahogarse. Sin embargo, fue rescatado por Valentino Mazzola, un niño de diez años que más tarde se convertiría en uno de los mejores jugadores de fútbol italianos de todos los tiempos. Mazzola capitaneó el equipo al Grande Torino en la década de 1940, pero trágicamente falleció en el desastre aéreo de Superga.
Bonomi fue inicialmente apodado Ciapin al inicio de su carrera. Jugó en varios clubes de fútbol italianos, pero pasó la mayor parte de su carrera en el AC Milan. Fue capitán del Milan durante la temporada 1950-51, la cual culminó con el título de la Serie A para los rossoneri, liderados por el trío de ataque Gre-No-Li.

## Selección nacional
Bonomi jugó solo un partido para la selección de fútbol de Italia en 1951, contra Suiza, el cual terminó en empate 1-1.

## Clubes
| Club           | País   | Año       | PJ  | Goles |
| -------------- | ------ | --------- | --- | ----- |
| Pirelli Milano | Italia | 1941-1942 | -   | -     |
| Milan          | Italia | 1942-1952 | 252 | 4     |
| Brescia        | Italia | 1952-1954 | 47  | 0     |
| Piacenza       | Italia | 1954-1955 | 5   | 0     |
| Total          | Total  | Total     | 304 | 4     |

## Palmarés

### Campeonatos nacionales
| Torneo  | Club     | País   | Año     |
| ------- | -------- | ------ | ------- |
| Serie A | AC Milan | Italia | 1950–51 |

### Distinciones individuales
| Distinción                    |
| ----------------------------- |
| Salón de la Fama del AC Milan |